# Paucithecium rickii
Paucithecium rickii är en svampart som beskrevs av Lloyd 1923. Paucithecium rickii ingår i släktet Paucithecium och familjen kolkärnsvampar.   Inga underarter finns listade i Catalogue of Life.